# B.A: O Futuro Está Morto
B.A: O Futuro Está Morto é uma série brasileira produzida pela HBO Max em parceria com a Gullane. Com direção de André Ristum, Denis Cisma, Mariana Youssef e Marcelo Mesquita, a primeira temporada teve sua estreia em 19 de outubro no  streaming.   É baseado no livro O Beijo Adolescente  do escritor Rafael Coutinho. 

## Enredo
Ariel, um menino que acaba de ingressar na adolescência, ao perder a mãe, se vê obrigado a mudar de casa e de escola, onde sofre bullying e só tem um amigo, Denis. Após beijar uma menina mais velha chamada LinLin, Ariel descobre que tem um poder especial e começa a integrar o BA (Beijo Adolescente), grupo seleto de meninos e meninas que desenvolvem poderes na adolescência e ditam as tendências do mundo atual mas uma onda de assassinatos de adolescentes cometidos por um Monstro enigmático que só os jovens parecem enxergar, vai colocar BA em rota de colisão contra o governo. As autoridades em busca de um inimigo acusam o BA de ser uma gangue e seus integrantes de serem os culpados dos assassinatos.  

## Elenco
- BENJAMÍN como Ariel
- Pedro Goifman como Tomás
- Giulia Del Bel como Linlin
- Shaolin Shabba como Palhaço
- Sabrina Nonata como Night
- Milhem Cortaz como Edson (Edd)
- Cris Vianna
- Augusto Madeira
- Ingrid Gaigher como Kika
- Betty Gofman
- Zé Carlos Machado
- Flávio Bauraqui
- Ana Karolina Lannes como Cor